# John Nathorst
John Louis Nathorst, född 26 juni 1860 på Dagsholm i Ödeborgs socken, död 11 december 1943 i Stockholm, var en svensk jordbrukslärare.
John Nathorst var son till Hjalmar Nathorst. Han genomgick Alnarps lantbruksinstitut 1880–1882 och var förste lärare vid lantbruks- och lantmannaskolor i Skåne och Blekinge 1882–1889 samt föreståndare för Norra Kalmar läns lantbruksskola 1889–1902 och för Malmöhus läns lantbruksskola 1902–1912. Nathorst var 1913–1928 lärare i jordbrukslära vid Ultuna lantbruksinstitut, 1912–1931 lärare i jordbrukslära och andra ämnen vid lantmäteriundervisningens kulturtekniska kurs och 1914–1939 lärare i jordbruksekonomi vid Skogsinstitutet (från 1915 Skogshögskolan). Med understöd av statsmedel gjorde Nathorst en studieresa till England och Irland 1887, och på Kunglig Majestäts uppdrag undersökte han 1911 i Tyskland möjligheterna för ökad svensk export av jordbruksprodukter dit. Han utgav bland annat Lärobok i fårskötsel (1912, på uppdrag av Lantbruksakademien), Om potatis (1915, tillsammans med John Gréen med flera) och Får, getter och kaniner, samt medarbetade även i uppslagsverk och fackpress. Nathorst togs även i anspråk av Malmöhus läns och Stockholms läns hushållningssällskap. Han erhöll 1928 Stockholms läns hushållningssällskaps mindre guldmedalj.